# Acropora eurystoma
Espèce
Statut CITES
Acropora eurystoma est une espèce de coraux appartenant à la famille des Acroporidae.